# Pedregalejo
Pedregalejo es un antiguo barrio de pescadores del distrito Este de la ciudad de Málaga (España). Según la delimitación oficial del ayuntamiento, limita al norte con los barrios de Hacienda Paredes y El Polvorín; al este con el Valle de los Galanes; al sur, con Pedregalejo Playa; y al oeste con Torre de San Telmo. Aunque históricamente esta zona es la suma de dos barrios, Pedregalejo y el Valle de los Galanes, desde los años 1990 del siglo pasado se conoce con el nombre de Pedregalejo a toda el área de Málaga situada entre los Baños del Carmen y el Arroyo Jaboneros, incluyendo las playas de Pedregalejo y las Acacias.

## Historia

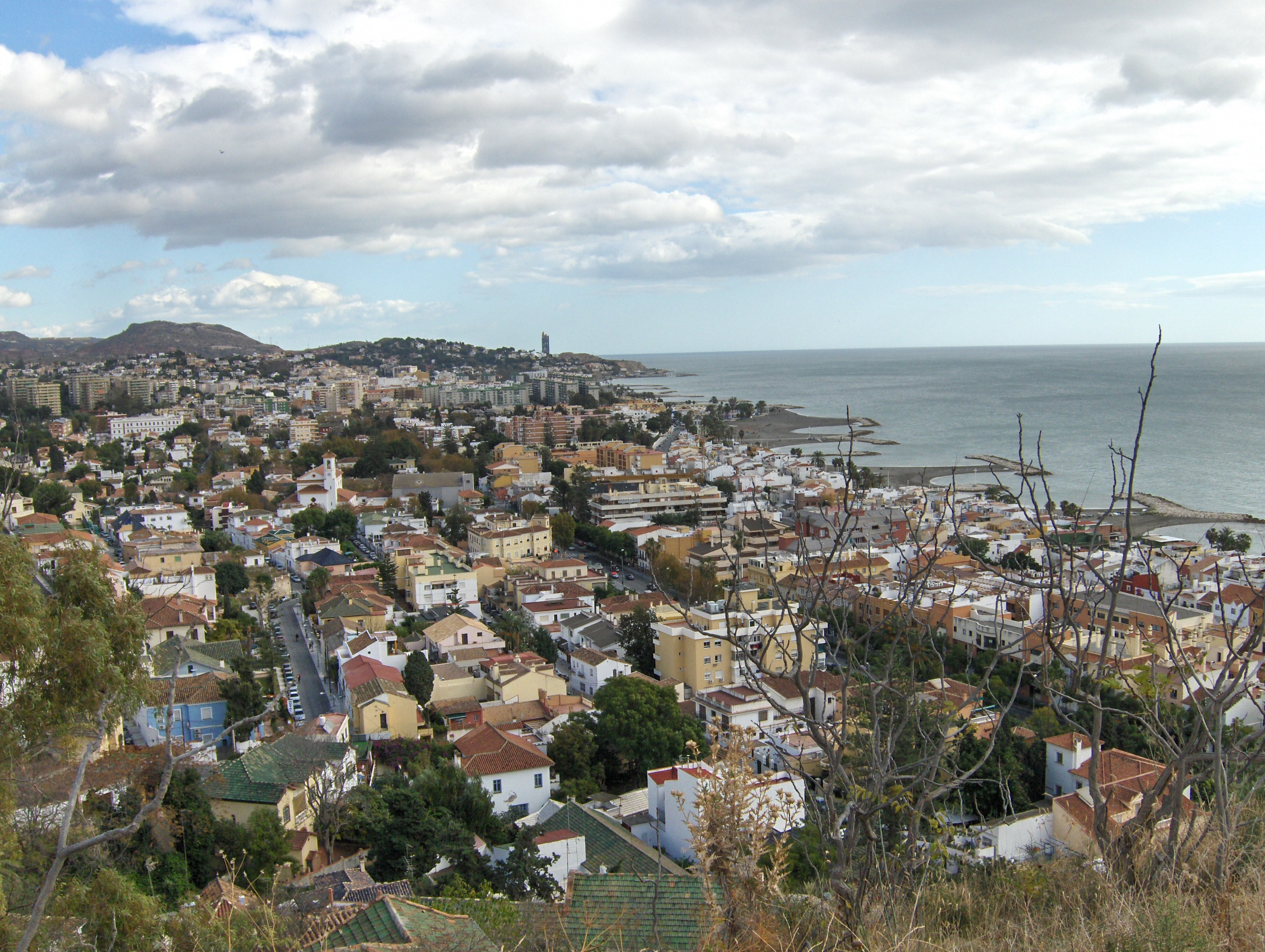
Vista de Pedregalejo.

Durante mucho tiempo se había creído que el nombre provenía del pedregal que llegaba hasta los Baños del Carmen, formado por las canteras de la torre de San Telmo, de las que se extrajeron las piedras del puerto a finales del XIX, y que provocaron la voladura parcial del cerro de San Telmo en 1880, con la aparición de grandes rocas. Sin embargo, el nombre es mucho más antiguo: en un mapa de finales del XVIII aparece registrado la playa de Pedregalejo. Hasta el siglo XX, este barrio 'de montaña y playa', una de cuyas calles principales es Juan Valera, era un obstáculo natural para las comunicaciones, lo que obligó a abrir el 'Camino de la Desviación', ante la imposibilidad de continuar por la costa. El límite natural del barrio ha estado históricamente en el Arroyo de los Pilones, como aparece en el plano de Cerdá de finales del XIX, aunque desde la década de 1990, con la creación del paseo marítimo unos años antes que uniformó toda la zona, por extensión se conoce popularmente como Pedregalejo a este barrio y al barrio vecino de El Valle de los Galanes, que llega hasta el Arroyo Jaboneros y linda con El Palo. De hecho, el más reciente plano de los barrios de Málaga realizado por el Ayuntamiento tiene en cuenta la denominación popular de estos últimos años y Pedregalejo aparece ocupando la parte sur del Valle de los Galanes por lo que limita con el Arroyo Jaboneros. En todo caso, los vecinos más antiguos todavía distinguen entre los dos barrios y sus respectivas playas, separadas por el Arroyo de los Pilones: las playas de Pedregalejo y las Acacias.

## Características

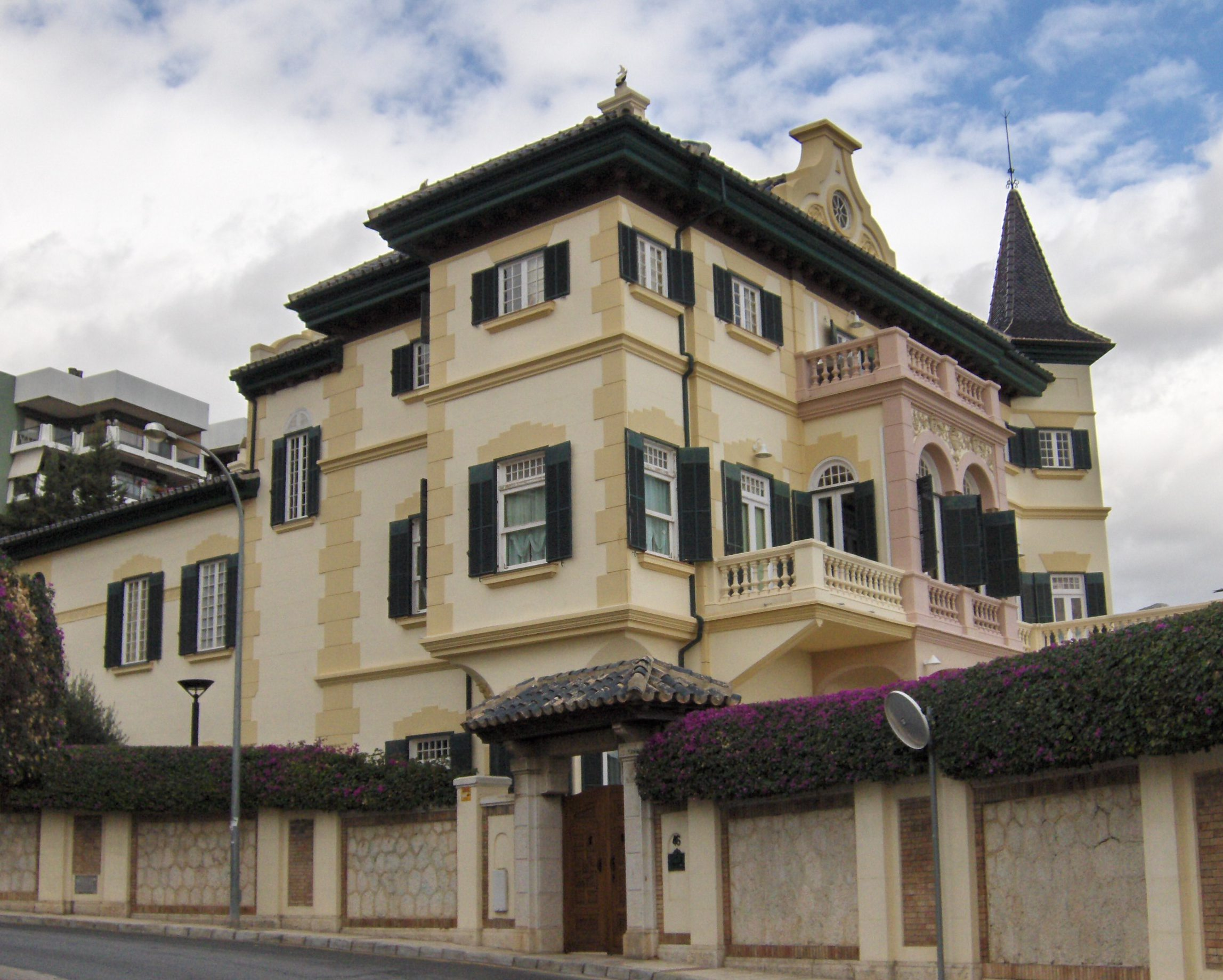
Villa Valdecilla, vivienda en calle Juan Valera

Pedregalejo se caracteriza por albergar algunas de las residencias de verano de la burguesía malagueña del siglo XIX y principios del siglo XX. Su calle principal, Juan Sebastián Elcano, antigua calle Málaga, conduce hasta El Palo, cruzando el barrio del Valle de los Galanes y está flanqueada con filas de árboles, plataneros (y casuarinas) como las que se encontraban en El Paseo del Parque, en el centro de la capital malagueña. En el barrio predominan las casas mata, las academias de español para extranjeros, las residencias, los hostales y los bares que dan a su pequeño paseo marítimo, que se llena de vida, principalmente por los extranjeros que visitan la ciudad. Famosa es también la playa de Pedregalejo, dividida en pequeñas calas. A partir del arroyo de los Pilones y hasta el arroyo Jaboneros comienza ya la playa de las Acacias.

## Academias de idiomas
La zona de Pedregalejo y el Valle de los Galanes es el epicentro del llamado Turismo de Idiomas de Málaga y reúne una de las mayores concentraciones de escuelas y academias de español del país, llegando a disputar el liderazgo en cuanto al número de estudiantes a nivel nacional, sobre todo coincidiendo con la temporada estival. La alta calidad de enseñanza de los centros de enseñanza de español de Pedregalejo, se manifiesta en el importante número de centros acreditados por el Instituto Cervantes en la zona. La especialización del sector de enseñanza de español para extranjeros ha contribuido a la generación de importantes beneficios económicos para los locales comerciales de Pedregalejo, el Valle de los Galanes y El Palo. La combinación de todo el atractivo potencial de la ciudad de Málaga en una zona residencial: playas, paseo marítimo, exuberante vegetación de palmeras, acacias, jacarandas y una amplia oferta de locales de restauración donde degustar el típico pescaíto frito de Málaga y contemplar el atardecer.

## Parroquia del Corpus Christi
En este barrio marinero y concretamente en la calle Ventura de la Vega, nos encontramos con la parroquia del Santissimum Corpus Christi que fue levantada en el año 1943 bendecida en 1949 por el obispo de Málaga don Balbino Santos Oliveras, en ella tienen su sede La Hermandad del Carmen Doloroso,cuyos titulares son la de Nuestro Padre Jesús Nazareno del Dulce Nombre, conocido como "El caído del Corpus "o "El Señor de Pedregalejo" (enlace roto disponible en Internet Archive; véase el historial, la primera versión y la última). representando la tercera caída de Jesús por la vía dolorosa, y Nuestra Señora del Carmen Doloroso, cuya titular se puede catalogar como una obra de arte ya que fue realizada en el siglo XVIII destacando por su antigüedad y por su elegancia propia de las costumbres de este barrio.

## Transporte público

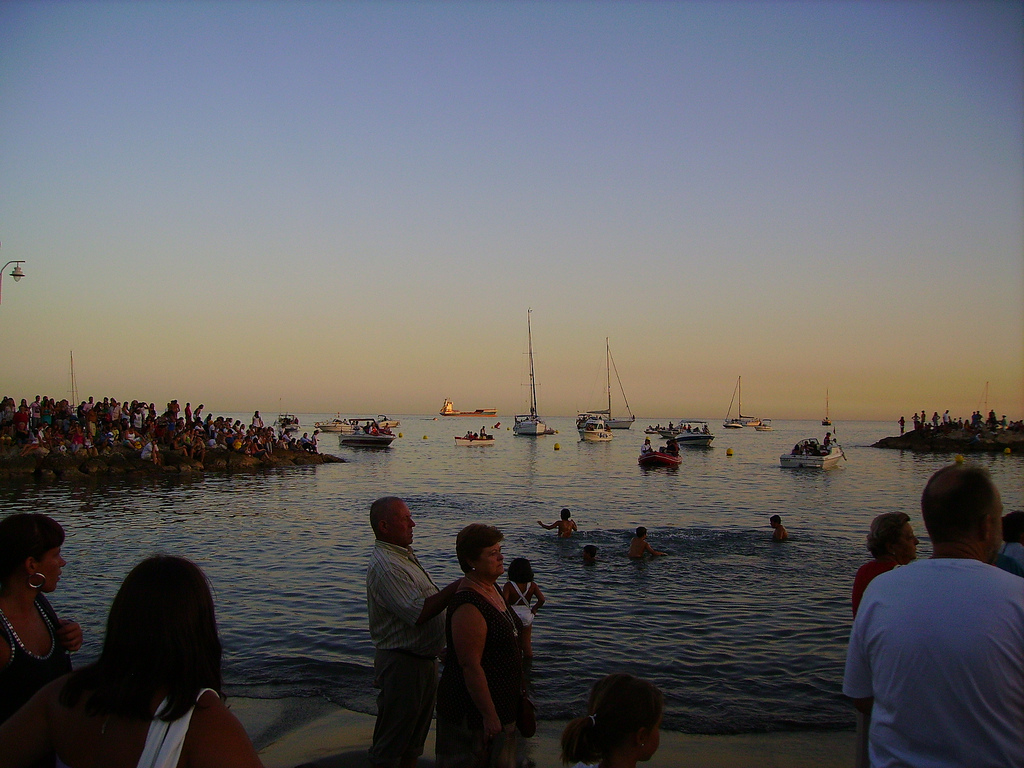
La playa de Pedregalejo durante las fiestas de la Virgen del Carmen en 2009.

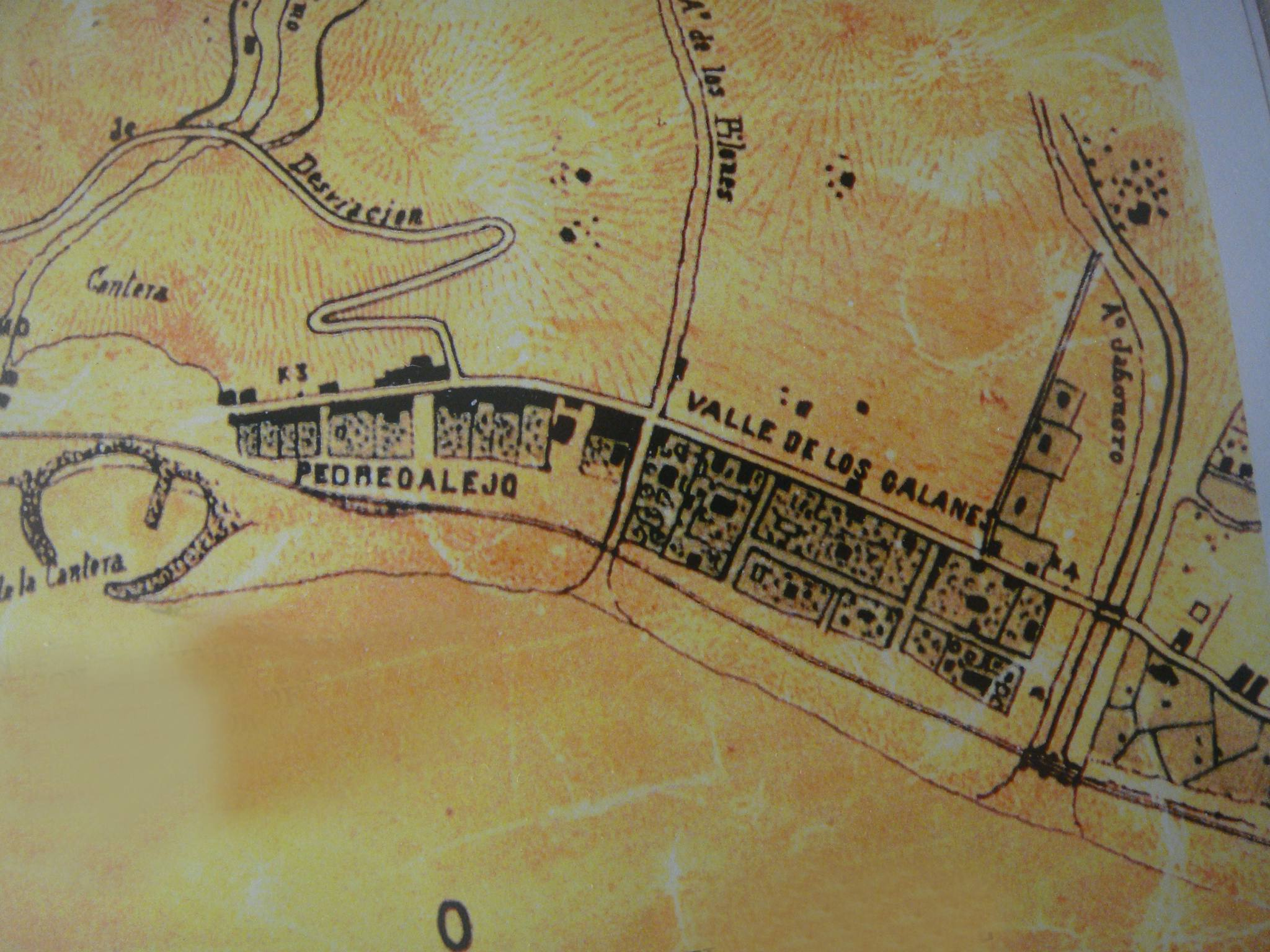
Mapa de Pedregalejo y el Valle de los Galanes en 1897.

En autobús queda conectado mediante las siguientes líneas de la EMT: 
| Línea | Trayecto                                        | Recorrido | Frecuencia    |
| ----- | ----------------------------------------------- | --------- | ------------- |
| 11    | Universidad - Alameda Principal - El Palo       | Recorrido | 5 minutos     |
| 29    | Jarazmín - El Palo                              | Recorrido | 60 minutos    |
| 33    | Alameda Principal - Cerrado de Calderón         | Recorrido | 25-35 minutos |
| 34    | Alameda Principal - Pedregalejo (Bda. La Mosca) | Recorrido | 30-35 minutos |
| 3     | Puerta Blanca - Alameda Principal - El Palo     | Recorrido | 8 minutos     |

Y las siguientes líneas interurbanas del Consorcio de Transporte Metropolitano del Área de Málaga:
| Línea | Trayecto                                      | Recorrido y Horarios | Plano |
| ----- | --------------------------------------------- | -------------------- | ----- |
| M-160 | Málaga-Rincón de la Victoria-Cotomar          | Recorrido y Horarios | Plano |
| M-161 | Málaga-Totalán                                | Recorrido y Horarios | Plano |
| M-163 | Málaga-Rincón de la Victoria-Los Rubios       | Recorrido y Horarios | Plano |
| M-260 | Málaga-Vélez-Málaga (por Torre de Benagalbón) | Recorrido y Horarios | Plano |
| M-261 | Málaga-Benagalbón-Moclinejo                   | Recorrido y Horarios | Plano |
| M-262 | Málaga-Benagalbón-Almáchar                    | Recorrido y Horarios | Plano |
| M-362 | Málaga-Nerja (por Torre de Benagalbón)        | Recorrido y Horarios | Plano |
| M-363 | Málaga-Torrox (por Torre de Benagalbón)       | Recorrido y Horarios | Plano |
| M-364 | Málaga-Periana (por Torre de Benagalbón)      | Recorrido y Horarios | Plano |
| M-365 | Málaga-Riogordo (por Torre de Benagalbón)     | Recorrido y Horarios | Plano |